# Positive (EP)
Positive è il sesto EP della boy band sudcoreana Pentagon, pubblicato nel 2018.

## Tracce
1. Off-Road – 3:45
2. Shine (빛나리) – 3:18
3. Think About You (생각해) – 3:41
4. Do It for Fun (재밌겠다) – 3:10
5. Nothing I Can Do (보낼 수밖에) – 3:46
6. Let's Go Together (함께 가자 우리) – 3:18